# Asophrops jettmari
Asophrops jettmari är en skalbaggsart som beskrevs av Rudolph Petrovitz 1961. Asophrops jettmari ingår i släktet Asophrops och familjen Melolonthidae. Inga underarter finns listade.